# Élection présidentielle syrienne de 2021
L'élection présidentielle syrienne de 2021 a lieu le 26 mai 2021 afin d'élire le président de la République arabe syrienne pour une durée de sept ans. 
Cette élection, qui se déroule dans un contexte de guerre civile commencée dix ans plus tôt, est considérée comme illégitime par les opposants au régime, l'ONU, des ONG et plusieurs pays. Elle est ainsi qualifiée de simulacre d'élection destinée à donner une illusion d'exercice démocratique permettant de prêter allégeance au régime.
Le président sortant, Bachar el-Assad (Parti Baas), est candidat à un quatrième mandat. Il est réélu sans surprise avec plus de 95 % des voix face, comme en 2014, à deux candidats inconnus du grand public, qualifiés de faire-valoir par l'opposition. Ces chiffres sont contestés, notamment le taux de participation de 78,6 % dans un contexte de guerre et de déplacements de population ayant conduit la moitié des électeurs à ne pas pouvoir voter.

## Contexte

### Situation interne
L'élection est prévue le 26 mai pour les Syriens vivant dans les zones contrôlées par le régime, soit les deux-tiers du pays. Cinq millions de Syriens sont déplacés à l'intérieur du pays et ne pourront pas voter, de même que la population vivant dans le Gouvernorat d'Idleb, qui échappe au contrôle du régime et se voit privée de la possibilité de participer au scrutin, de même que la région nord-est, sous contrôle de groupes kurdes. Six millions de Syriens se sont exilés, en particulier en raison de la Guerre civile syrienne qui a contraint au départ une large part de la population, et l'ensemble des opposants. Selon l'Express « toute alternative à Bachar el-Assad, soutenu par l'Iran et la Russie, a été réduite à l'exil ». Les citoyens syriens établis à l'étranger peuvent voter le 20 mai dans leur ambassade, à condition de disposer d'un passeport valide frappé d'un tampon de sortie officiel du territoire syrien, ce qui « exclut des millions de réfugiés ayant fui dans des conditions chaotiques », tandis que de nombreuses ambassades syriennes sont fermées depuis plusieurs années, ou n'autorisent pas la tenue de ce scrutin jugé illégal. À ces conditions s'ajoute la crainte de la part des Syriens exilés de représailles en cas de déplacement dans leurs ambassades pour s'inscrire et voter, puisque que leur identité est alors connue des services de renseignements du régime,,. 
Les conditions d'organisation du scrutin sont vivement critiqués, les candidats devant obtenir les parrainages de 35 membres de l'assemblée du peuple, tous acquis au parti de Bachar el-Assad, le Parti Baas. Aucun candidat libre d'opposition ne peut se présenter. Les candidats doivent également avoir vécu au moins dix ans en Syrie, selon une loi passée avant les élections de 2014 visant à empêcher les opposants en exil à se présenter.
L'opposition syrienne en exil annonce ne pas reconnaître la légitimité de ce scrutin, qualifié d'illégal et de « farce » par la Coalition nationale des forces de l'opposition et de la révolution syriennes. Nasr Hariri, une figure de l'opposition installé en Turquie parle de « mascarade ». Le chercheur Maan Talaa déclare en outre que l'élection sera utilisée par le régime pour « déclarer une victoire ».
Le Réseau syrien pour les droits humains pointe le fait que la tenue de ces élections constitue une violation du processus de paix de Genève et des résolutions des Nations unies, en particulier la Résolution 2254, et affirme que la situation, et en particulier la pression et les menaces des services de renseignements, ne permet pas aux électeurs d'exercer une liberté d'opinion, ni de voter dans un environnement neutre et sûr.
La Syrian Association for Citizen’s Dignity (SACD) rejoint la conclusion sur l'absence d'environnement sûr permettant le déroulement du vote.

### Réactions internationales
Sara Kayyali, chercheuse pour Human Rights Watch, affirme que les déclarations de garantie du gouvernement syrien sont vides de sens, tandis que la Ligue des droits de l'homme publie un appel à dénoncer une « sinistre farce »[source insuffisante].
En mars, les États-Unis, la France, l'Allemagne, l'Italie et le Royaume-Uni publient un communiqué commun pronostiquant que la tenue de l'élection ne serait « ni libre ni juste » précisant que « Le processus politique quel qu'il soit a besoin de la participation de tous les Syriens (...) afin que toutes les voix soient entendues »,. Le Canada publie un communiqué semblable à la veille des élections.
Le politologue français Nicolas Tenzer qualifie cette élection de « sinistre farce », dont l'objet est essentiellement de servir la propagande du régime : tenter de donner l'image d'une démocratie dont les institutions fonctionnent alors que la Syrie est une dictature depuis 51 ans, car ce narratif est ensuite repris à l'étranger par les soutiens du régime de Damas .
La résolution 2254 de conseil de sécurité des Nations unies adoptée en décembre 2015 prévoyait l'organisation d'élections sous 18 mois mais n'a pu être mise en œuvre. L'organisation d'élections sous la supervision des Nations unies n'est pas non plus possible, en raison de la non signature de la Syrie, accusée par différents pays occidentaux et par l'opposition de retarder volontairement l'adoption d'une nouvelle constitution pour se soustraire à toute observation des Nations unies. Bachar el-Assad a en effet déclaré en 2020 que les élections seraient « complètement, de A  à Z, sous la supervision de l’État syrien »,,,.

## Système électoral
Le président syrien est élu au scrutin uninominal majoritaire à deux tours pour un mandat de sept ans renouvelable une seule fois. Est élu le candidat qui réunit au premier tour la majorité absolue du total des suffrages, y compris les votes blancs et nuls. À défaut, les deux candidats arrivés en tête s'affrontent lors d'un second tour organisé deux semaines plus tard et celui réunissant le plus de suffrages est déclaré élu,. Deux des trois mandats effectués par le président sortant Bachar el-Assad sous une autre constitution ne sont cependant pas pris en compte, lui permettant d'en effectuer un nouveau. 
Seuls peuvent se présenter les candidats ayant le soutien d'au moins 35 des 250 députés de l'Assemblée du peuple au cours d'une période de 10 jours à partir de l'annonce du scrutin, soit en 2021 le 18 avril,. Chaque député ne peut soutenir qu'une seule candidature, ce qui limite l'élection à un maximum de sept candidats.
Tout candidat doit également être de religion musulmane, être né de nationalité syrienne de parents eux-mêmes Syriens de naissance, ne pas avoir d'autre nationalité, être âgé d'au moins quarante ans, avoir vécu au moins les dix dernières années en Syrie et ne pas être marié à un étranger,,.

## Campagne
Un total de 51 candidatures sont soumises à l'issue de la période de dix jours suivant l'annonce du scrutin, ouvrant la voie à la période de récolte des 35 parrainages de députés nécessaires pour qu'une candidature soit officiellement validée par le Haut Tribunal constitutionnel, lui-même sous le contrôle direct de Bachar el-Assad,. Outre celle du président sortant, seules deux autres candidatures sont finalement approuvées, celle d'un ancien ministre, Abdallah Salloum Abdallah et celle de Mahmoud Mareï, membre de l'« opposition tolérée » par le régime. Les deux candidats, inconnus du grand public, ont, selon des observateurs, été choisis par le régime comme figurants dans une élection de façade, et leur discours est strictement encadré par les services de sécurité,,,,,,.
Au Liban, des ONG de défense des droits humains font état de pressions et de menaces envers des réfugiés syriens qui ne souhaitaient pas s'inscrire aux élections. Les réfugiés syriens sont poussés voire forcés à aller voter. Ils sont menacés de représailles, d'être la cible d'attaques ou d'être exclus des camps de réfugiés, mais également d'être refusés d'entrée en Syrie ou de révocation de la nationalité syrienne s'ils ne se présentent pas à des réunions où leur identité est enregistrée ou s'ils ne se rendent pas aux bureaux de vote. Lors de démarches officielles variées, ils sont contraints de s'enregistrer comme électeurs à l'ambassade,,.

## Déroulement
Les réfugiés syriens sont appelés à voter dès le 20 mai Au Liban, les organisateurs emploient des moyens importants en affrétant des bus pour les électeurs et en organisant des manifestations de soutien à Bachar el-Assad devant l'ambassade, sous la surveillance des Services de renseignement syriens. L'Orient Le jour qualifie le déroulement de comédie surjouée dont l’illusion ne trompe personne. 
En Syrie, le jour des élections, les universités, administrations et entreprises affrètent à leur tour des bus pour contraindre les fonctionnaires et étudiants à se rendre dans les bureaux de vote. Les fonctionnaires sont ainsi sommés de voter par les services de sécurité, tandis que des étudiants affirment être dans l'obligation de voter sous peine d'exclusion. Chaque électeur a le doigt encré, permettant aux services de sécurité de vérifier que chacun s'est bien rendu aux urnes. Des sources proches de l'opposition font état d'obligation de vote par les mukhabarats, y compris avec des enveloppes déjà scellées. De nombreuses fraudes sont notamment rapportées sur les réseaux sociaux. Des troubles et manifestations contre la tenue des élections dans les régions du sud, ainsi que le refus des responsables d'y mettre en place le vote entraînent l'annulation des scrutins dans une quarantaine de localités des gouvernorats de Deraa, Qouneitra et Soueïda. Le président sortant, Assad, choisi d'aller voter à Douma, dernière ville rebelle écrasée en 2018,,.

## Résultats
|                          | Bachar el-Assad           | Parti Baas               | 13 540 860 | 95,10 |  |  |
|                          | Mahmoud Mareï             | UASD                     | 470 276    | 3,30  |  |  |
|                          | Abdallah Salloum Abdallah | PSU                      | 213 968    | 1,50  |  |  |
|                          | Votes blancs et nuls      | Votes blancs et nuls     | 14 036     | 0,10  |  |  |
|                          |                           |                          |            |       |  |  |
| Votes valides            | Votes valides             | Votes valides            | 14 225 104 | 99,90 |  |  |
| Votes blancs et nuls     | Votes blancs et nuls      | Votes blancs et nuls     | 14 036     | 0,10  |  |  |
| Total                    | Total                     | Total                    | 14 239 140 | 100   |  |  |
| Abstention               | Abstention                | Abstention               | 3 867 969  | 21,36 |  |  |
| Inscrits / participation | Inscrits / participation  | Inscrits / participation | 18 107 109 | 78,64 |  |  |

## Analyse
Les résultats officiels sont annoncés par le président du Parlement Hammouda Sabbagh le 28 mai,. Selon ces derniers, plus de 14 millions d'électeurs auraient voté. Ce chiffre est rapidement qualifié d'absurde, car supérieur au nombre total d'électeurs ayant eu la possibilité de voter. En effet, sur les 18 millions de Syriens potentiellement électeurs, seuls 9 millions, soit la moitié, était en mesure d'aller voter,,.
Selon Elizabeth Tsurkov, chercheuse au laboratoire d'idées Forum for Regional Thinking, l'élection sert les intérêts du régime, envoyant différents messages de propagande pour décourager toute opposition, créer une impression de soutien au régime plus importante que dans la réalité et offrir une possibilité pour les soutiens du régime de prouver leur loyauté.
Bachar Al-Assad prête serment pour un quatrième septennat le 17 juillet 2021. L'élection présidentielle de 2021 est la dernière du régime baassiste, qui finit par s'effondrer le 8 décembre 2024 à l'issue de treize ans de guerre civile.